# Les Conches/Les Clairions (Auxerre)
L'ensemble Les Conches/Les Clairions est un ensemble de deux quartiers au Nord de la ville d'Auxerre.

## Description
Les Conches est un quartier résidentiel alors que les Clairions est un quartier avant-tout commercial,, la présence d'un centre commercial à l'entrée Nord de la ville et de la zone commerciale colle à l'image du quartier. Le quartier bénéficie aussi du collège Albert Camus.
Les Conches/Clairions sont la voie d'accès d'Auxerre par Paris (A6, RN6) de l'Avenue Charles de Gaulle jusqu'à la Porte de Paris au pied du Centre-ville.